# Бузівка (Уманський район)
Бузі́вка — село в Україні, в Жашківській міській громаді Уманського району Черкаської області. Розташоване на лівому березі річки Гірський Тікич (притока Тікичу) за 17 км на південь від міста Жашків та за 2 км від автошляху М05. Населення становить 2 200 осіб (станом на 1 січня 2008 р.)

## Історія

### XVII—XIX століття
Перша писемна згадка про село датується 1644 роком. У щоденнику Освєнціма є запис (датований 17 жовтням) про те, що «від Зубрихи до Бозовки пів великої української милі». У 1647 році село на географічних картах Г. де Боплана позначене під назвою Бозовка.
Про походження назви села є різні версії. Вони пов'язані з квітами бузку, лелеками-бузками та навіть антським царем Бозом чи Вузом, який, ймовірно, заснував місто Буз, що було знищено монголо-татарами.
Під час визвольної війни українського народу 1648—1657 років бузівчани влилися до повстанських загонів і боролися проти польсько-шляхетського панування. 3 1649 року Бузівка — сотенне містечко Уманського полку. Жителі села активно допомагали війську Івана Богуна в битві з польським військом у січні 1655 року поблизу Бузівки. Після тривалої боротьби ця місцевість за Андрусівським перемир'ям 1667 року, а потім і за «Трактатом про вічний мир» 1686 року, лишилася під владою Речі Посполитої. Магнати й шляхта водночас з відновленням своєї влади захоплювали землі, перетворюючи селян на кріпаків, змушуючи їх відбувати панщину та різні повинності. Не уникли цієї долі й мешканці Бузівки. Тяжке підневільне життя штовхало селян на боротьбу. 1671 року гетьман Правобережної України Петро Дорошенко, який 1669 року уклав угоду з турецьким султаном, за непокору зруйнував містечко. Жителі Бузівки та навколишніх сіл переховувалися в маньківських лісах, звідки робили напади на своїх гнобителів. Вони брали участь у повстанні 1702—1704 років під проводом Семена Палія, у гайдамацькому русі, зокрема, у антифеодальному повстанні 1768 року на Правобережній Україні.
1793 року Правобережна Україна, у тому числі й Бузівка, ввійшли до складу Російської імперії. Селом, як і раніше, на правах вотчини володіли польські шляхтичі. У 1793—1799 роках лютувала посуха, пішли неврожаї і голод, якого не пережило багато селян.
3 1797 року Бузівка входила до складу Уманського повіту, через два роки Звенигородського, ще через чотири — знову до складу Уманського повіту, а з 1840 року — Таращанського повіту Київської губернії. 1863 року село стало центром Бузівської волості.
Жителі Бузівки боролися проти панського гніту і в XIX столітті. Так, у липні-вересні 1831 року вони відмовилися виконувати панщину. Пані Цивінська скаржилася київському губернатору, що «селяни якусь вільність проголосили», відмовляються відбувати повинності, вимагають для себе продуктів. І на доказ своїх слів наводила такі дані: 
| 20 серпня на панщину повинно було вийти 40 жінок з серпами, вийшло тільки 28, косарів з 13 — 4. |
До Бузівки на придушення виступу селян прибула військова команда в кількості 50 чоловік, яка заарештувала організаторів — І. Опришка та Х. Науменка. Селяни намагалися їх визволити (у селі тоді жило 593 чоловіка), однак заарештованих відправили до київської в'язниці. Наступного дня в поле не вийшов ніхто. У новій скарзі від 30 вересня поміщиця повідомляла, що справи з панщиною лишилися старими, селяни не відробляють її.
На час реформи 1861 року в селі проживало 2139 осіб. Тут була винокурня, цегельний завод, вітряк і чотири водяних млини. Після реформи жителі Бузівки залишалися тимчасовозобов'язаними і мали відбувати панщину та інші повинності до 1880 року. Побоюючись того, що селяни приєднаються до польських повстанців, царський уряд оголосив про припинення тимчасової зобов'язаності з 1 вересня 1863 року. Селянам було передано 1757 десятин землі, за яку вони повинні щороку вносити до казни по 2851 карбованців 77 копійок викупних платежів. У поміщика залишилося 1684 десятини.
Через село неодноразово проїздили російські імператори Олександр І та Олександр II. Царські кортежі були вельми пишними. Це справило незабутнє враження на бузівчан і вони побудували пам'ятник Олександру II за свої кошти і за своїм проектом. Це був унікальний випадок. Коли пам'ятник освятили священики, то з-під пам'ятника виступила вода і побігла сходами донизу. Це стало своєрідним чудом. Люди набирали воду, вважаючи її чудодійною. Пам'ятник було знищено в роки лихоліть.[яких?]

### XX століття
У 1908 році село сколихнув такий землетрус, що зруйнував кам'яну церкву, ставши провісником (як кажуть старі люди) майбутніх випробувань.
На початку ХХ століття в Бузівці працювало п'ять вітряків і два водяних млини, дві крупорушки і чотири кузні. Жило тут 3434 особи. Розвиток капіталізму спричинював дедалі більше майнове розшарування населення. 3 3928 десятин землі поміщикові й церкві належало тоді 2053 десятини, а 584 селянським господарствам 1875 десятин, тобто на один двір припадало в середньому лише 3,2 десятини. В 1907 році 609 селянських господарств володіли 1709 десятинами (на одно господарство припадало пересічно 2,8 десятини). В 1912 році з 631 селянського господарства 15 — не мали землі, 93 — володіли до 1 десятини, 130 — від 1 до 2 десятин. У той же час 20 господарів мали по 10 і більше десятин. Безземелля й малоземелля змушували бідноту йти в найми до поміщика та місцевих багатіїв або шукати заробітків у Херсонській губернії.
Боротьба на селі з кожним роком загострювалася. Селяни виступали не лише проти поміщиків, а й проти місцевих багатіїв. Під час революції 1905—1907 років біднота Бузівки піднімалася на боротьбу проти своїх гнобителів. У донесенні прокурора Уманського окружного суду записано: 
| «В Таращанськім повіті безпорядки охопили значну більшість населених місць, селяни, всюди збираються натовпом по 500 чоловік і більше, приходять до місцевих поміщиків і орендарів, погрожують, виганяють з економії як власників, так і службовців. Такі дії відбувалися в… с. Бузівці у поміщика Слухая. Чини поліції арештували найбільш відомих агітаторів і керівників руху, користуючись сприянням військової сили» [9]. |
У дореволюційний час у Бузівці працював один фельдшер, діяли аптека і дві школи: церковнопарафіяльна з 1859 року та земська з 1909 року. Значна частина дітей залишалася поза школою.

#### Визвольні змагання
На початку березня 1918 року Бузівку зайняли німецькі війська, потім село відвоювали війська Симона Петлюри.
У лютому 1919 року село знову окупували радянські війська. Наприкінці серпня в село ввійшли загони генерала Денікіна, які були вибиті частинами Червоної армії.
У лісах навколо Бузівки в 1920—1921 роках діяли різні загони повстанців — найчисельнішими і найбоєздатнішими були загони Н. Махна.
Воєнні, каральні операції проти них здійснювала 14-та кавалерійська дивізія під командуванням Олександра Пархоменка. 3 січня 1921 року поблизу Бузівки Пархоменко та його штаб загинули під час сутички з махновцями. В 1949 році на цьому місці, на західній околиці села, було встановлено обеліск (нині демонтовано).

#### Перші роки радянської влади
Весною 1921 року в селі був розквартирований протягом кількох місяців один з підрозділів 2-ї бригади 17-ї кавалерійської дивізії корпусу червоних козаків. Тоді ж у Бузівці створено комітет незаможних селян. Першим головою КНС був О. О. Макарчук. Комсомольський осередок виник влітку 1923 року, його секретарем був син селянина-бідняка В. М. Калюжний.
1920 року в селі почала працювати початкова школа, організовано навчалося грамоти доросле населення. Наступного року відкрито хату-читальню з бібліотекою, яку 1923 року перетворено в сельбуд. Тут проводилися голосні читання й обговорення книг, драмгурток готував вистави тощо.
З квітня 1923 року Бузівка — центр сільської ради новоствореного Жашківського району Уманської округи.
1926 року тут було 849 дворів, у яких налічувалося 3521 осіб.
З ініціативи партосередку, що виник 1928 року (перший секретар К. С. Гацанюк), та комнезаму в квітні 1929 року створено ТСО3 «Колосок». Наприкінці року на його базі створено артіль ім. П. П. Постишева. Через рік організовано другу — ім. Г. І. Петровського, а в лютому третю — ім. Й. В. Сталіна. У них навесні 1931 року примусово об'єдналося 80 % господарств села. В 1932 році артіль ім. Г. І. Петровського за виробничі досягнення занесено на районну Дошку пошани, а колгоспникам І. Г. Гацанюку, Г. П. Дзьомі, Г. К. Килимнику та П. Т. Яримчуку присвоєно звання ударника соціалістичної праці.
Протягом 1932—1933 рр. село охопив голод, організований Радянською владою з метою геноциду українців, точну кількість померлих не встановлено.
Спочатку бузівські артілі обслуговувала Жашківська МТС, а в 1935 році МТС створено у Бузівці. Вона мала 20 тракторів. У тому ж році в селі з'явилися перші автомашини, а в 1937-му — комбайни. При МТС існували курси підготовки трактористів і шоферів.
Село постраждало внаслідок геноциду українського народу, проведеного окупаційним урядом СРСР 1932—1933 та 1946–1947 роках.
Під час Голодомору 1932—1933 років, тільки за офіційними даними, від голоду померло 245 мешканців села.

#### Друга світова війна
З початком радянсько-німецької війни жителі Бузівки стали на захист рідної землі. В лавах Червоної Армії знаходилось 479 уродженців села. Інші чинили опір нацистам на тимчасово окупованій території. Колишній голова колгоспу депутат Верховної Ради УРСР першого скликання П. П. Давиденко та колишній секретар Жашківського райкому партії К. М. Музика організовували в районі підпілля. Восени 1941 року в Бузівці з'явилися рукописні листівки із закликом до опору новим окупантам та висловленням упевненості, що Червона Армія переможе. Але згодом П. П. Давиденка і К. М. Музику схопили поліцаї. Вони були замордовані в гестапівських катівнях.
3а час окупації нацисти завдали великої шкоди господарству Бузівки. Вони зруйнували МТС, колгоспні садиби, вивезли посівний матеріал, закрили школу і в її приміщенні розмістили поліцейську дільницю. 350 юнаків і дівчат вивезли до Німеччини на каторжні роботи.
9 січня 1944 року село було відвойоване частинами 1-го Українського фронту і в його складі 1-ю Чехословацькою бригадою в СРСР на чолі з Людвіком Свободою.
479 жителів села брали участь у війні, 117 мешканців села нагороджено орденами і медалями, 174 чоловіка загинули. На їх честь в центрі села встановлено гранітний обеліск з викарбуваними іменами загиблих.

#### Повоєнні роки
У березні 1944 року в селі почала працювати середня школа. В усіх артілях відкрилися клуби. 1948 року відновили діяльність бібліотека, лікарня й аптека.
У жовтні 1950 року три бузівські колгоспи об'єдналися в один — ім. О. Я. Пархоменка. У 1954 році колгосп став учасником Всесоюзної сільськогосподарської виставки в Москві.
У 1968 році в селі відкрито новий будинок культури.

## Населення

### Мова
Розподіл населення за рідною мовою за даними перепису 2001 року:
| Мова       | Кількість | Відсоток |
| ---------- | --------- | -------- |
| українська | 2046      | 98.18%   |
| російська  | 31        | 1.49%    |
| циганська  | 6         | 0.29%    |
| білоруська | 1         | 0.04%    |
| Усього     | 2084      | 100%     |

## Сучасність
На території населеного пункту функціонують: загальноосвітня школа, дитячий садок, медамбулаторія, сільгосппідприємство «Канюківське», ПСП «Агропродукти — Вільд Україна», рибгосп «Гірський Тікич», ВАТ САТП-2306, МТС, «Агро сервіс», 9 закладів торгівлі та громадського харчування, Будинок культури, бібліотека, православна церква, церква християн-баптистів, пекарня, перукарня.
У Будинку культури працює філіал Жашківської музичної школи, духовий оркестр, який у 2003 році визнано народним, сільський хор, який у 2005 році став народним аматорським колективом.
Село повністю газифіковано, замінено стару електромережу на нову, телефонний зв'язок підключено до 450 жилих будинків. В 2015 році проведено водогін в центральній частині села. У 2016 році встановлено ліхтарі нічного вуличного освітлення.
16 серпня 2017 року, шляхом об'єднання Бузівської та Зеленорізької сільських рад Жашківського району, була створена Бузівська сільська громада, з адміністративним центром у селі Бузівка.
Житловий фонд становить 938 індивідуальних будинків.

## Відомі люди
- Коношевич Степанида Степанівна (* 1925) — Герой Соціалістичної праці.
- Пасічнюк Сергій Володимирович (1969—2015) — старшина Збройних Сил України, учасник російсько-української війни.

## Галерея

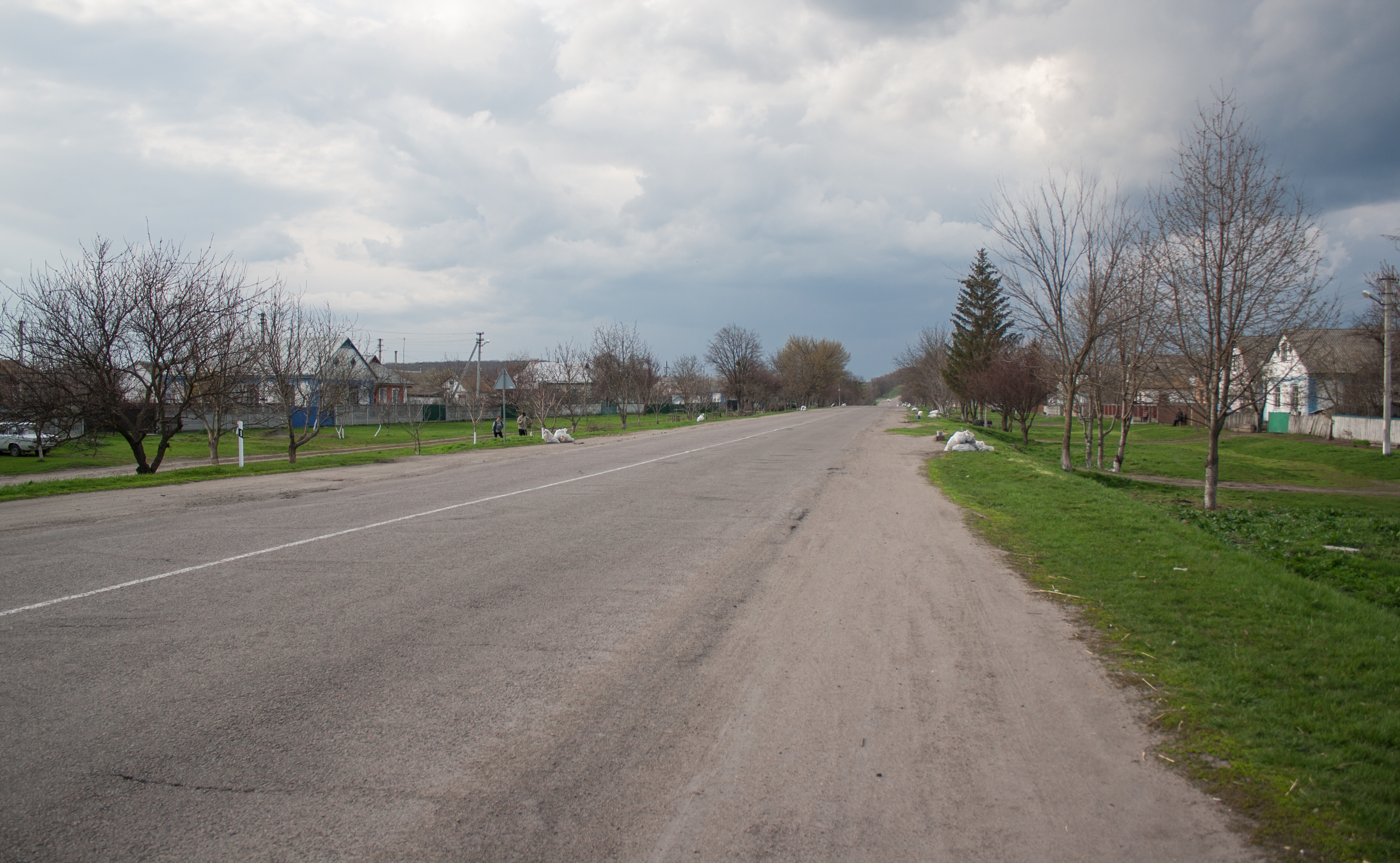
Вулиця Ватутіна
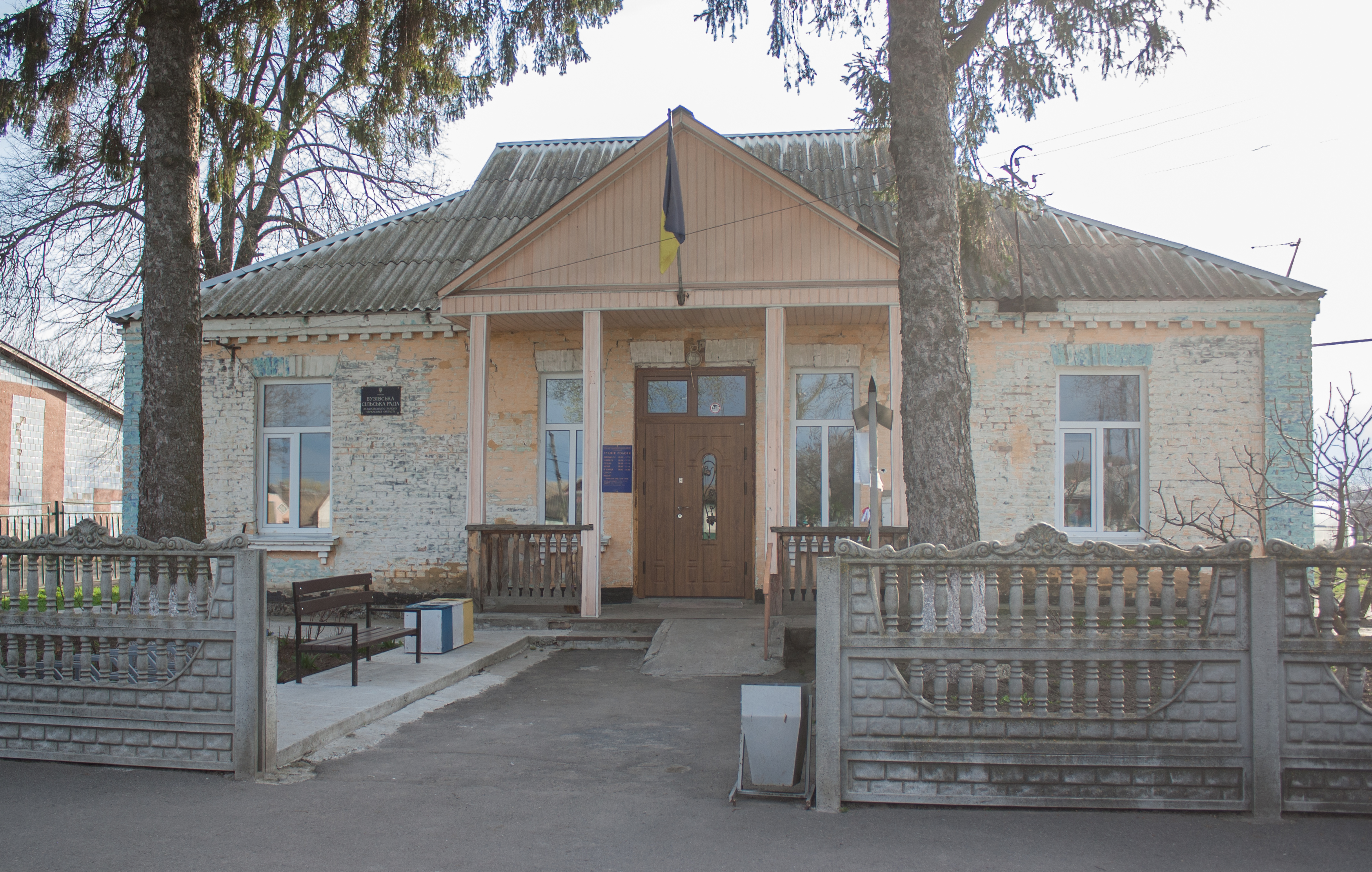
Сільська рада
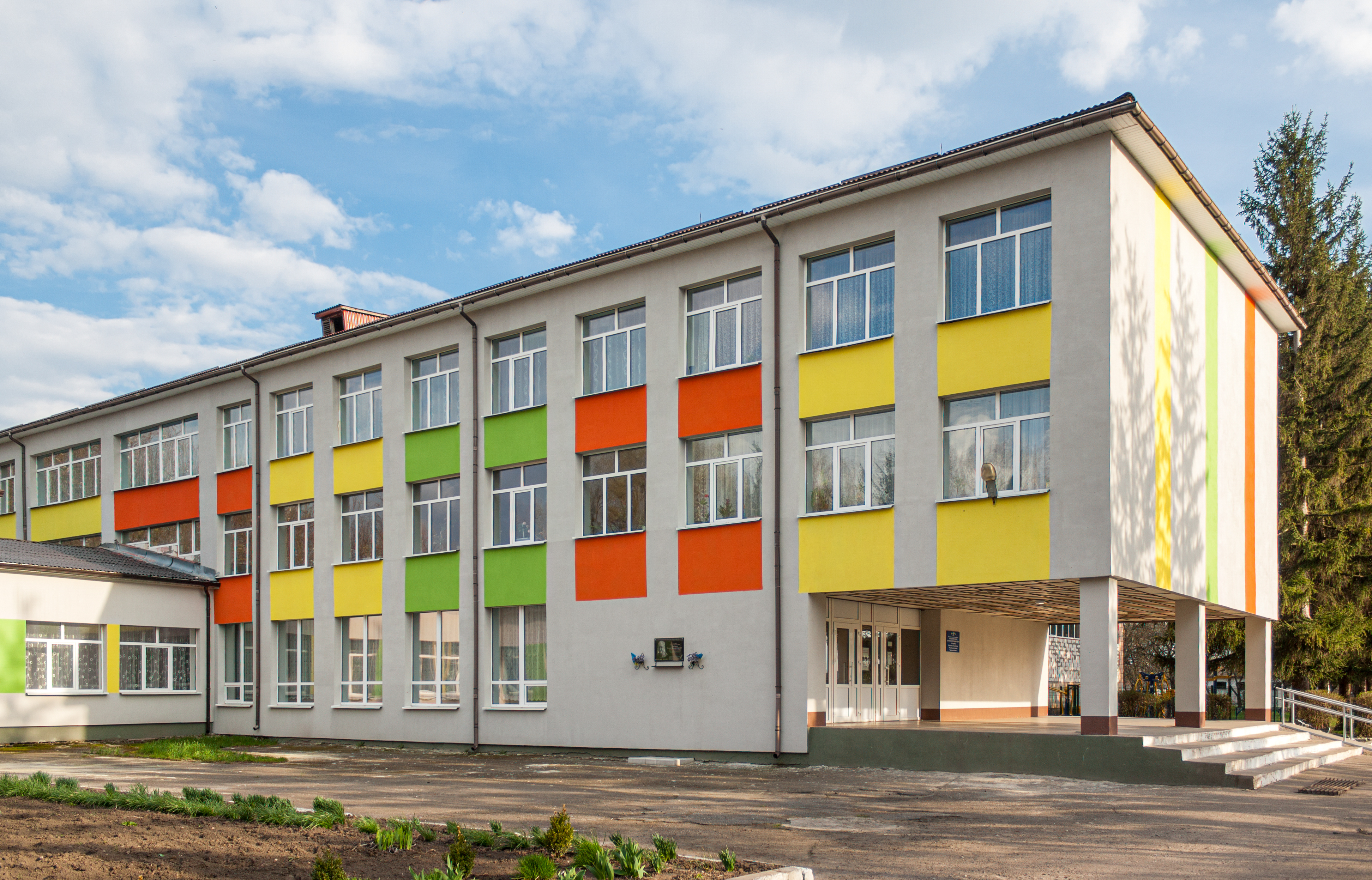
Школа
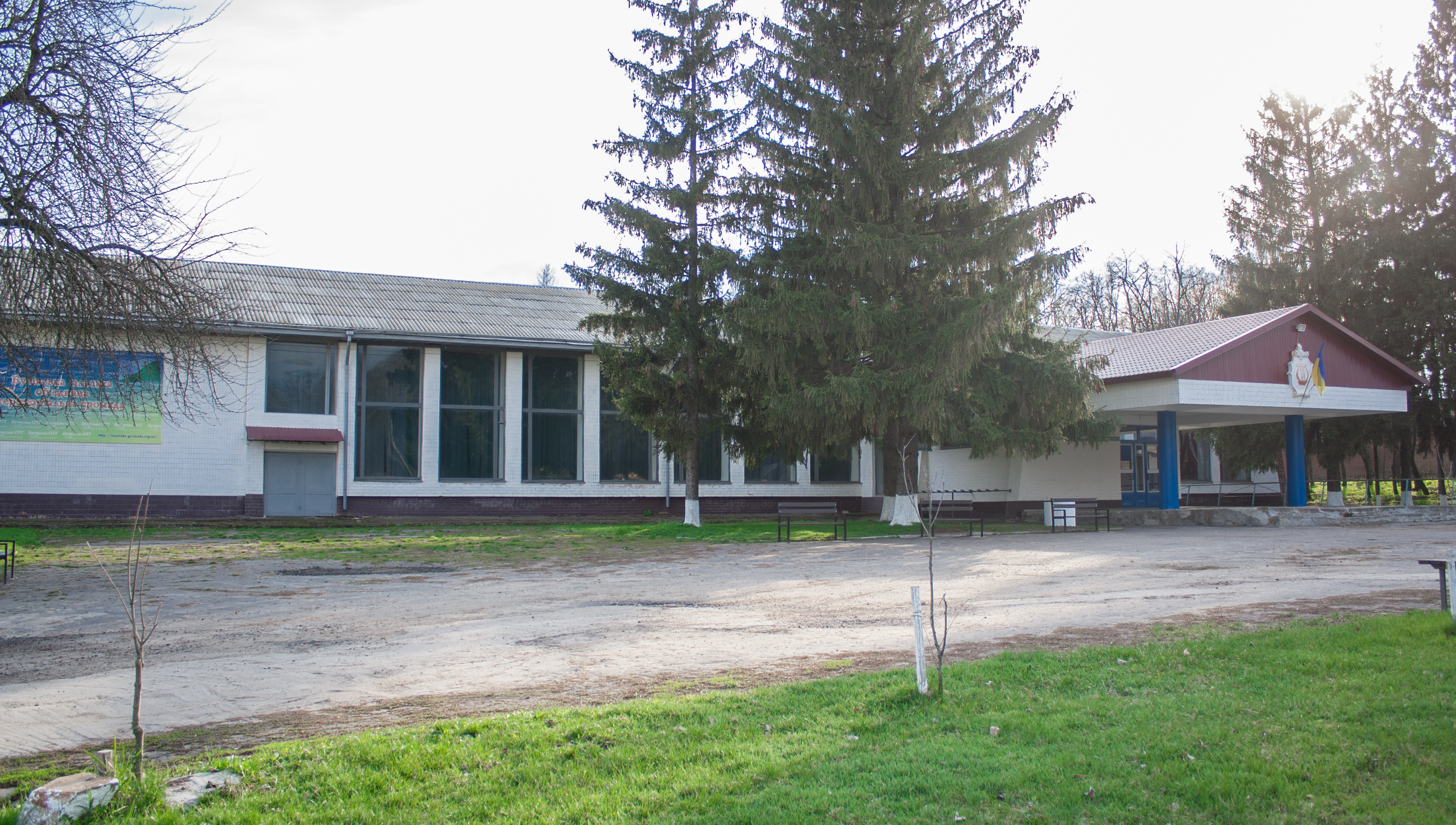
Будинок культури
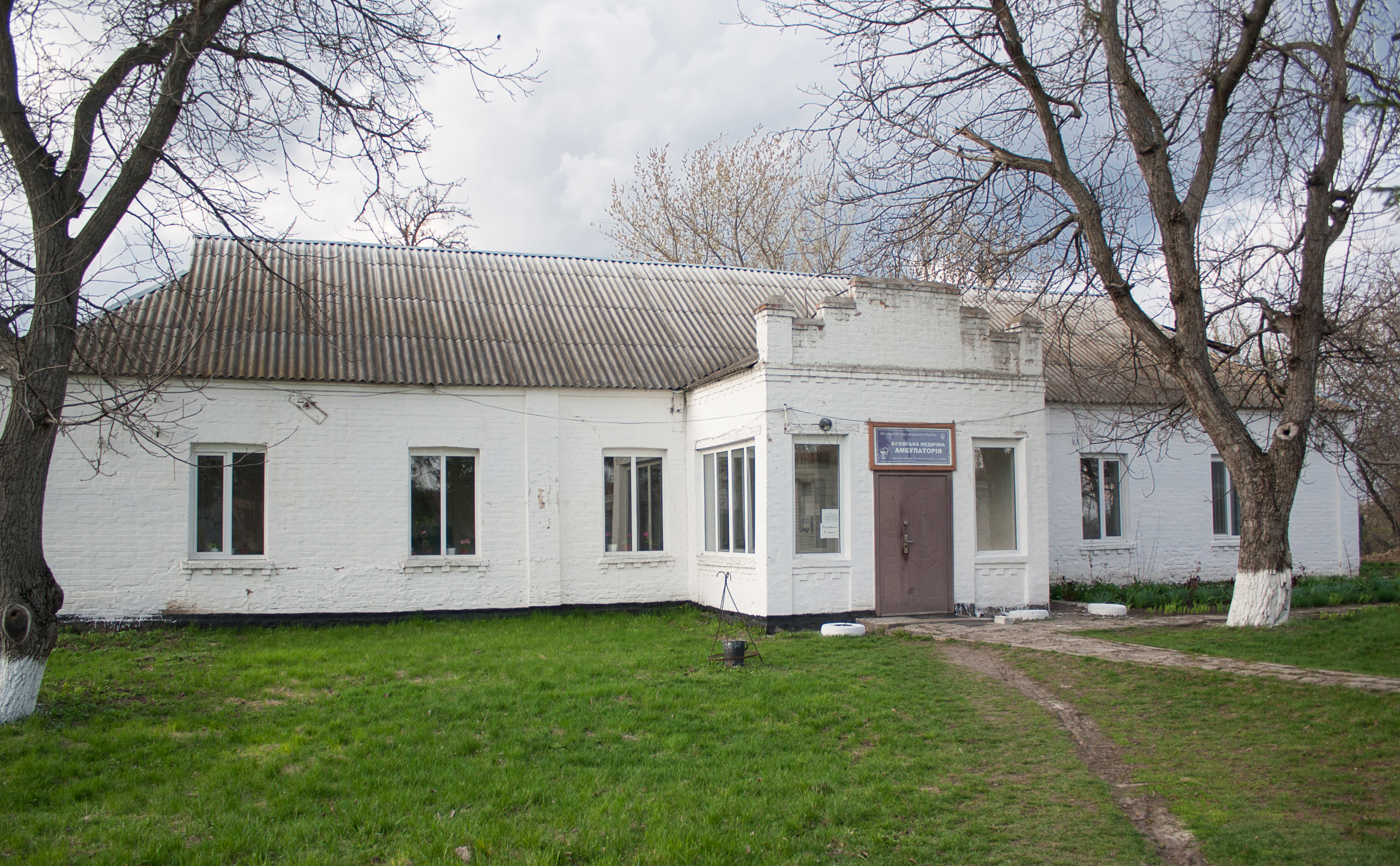
Амбулаторія
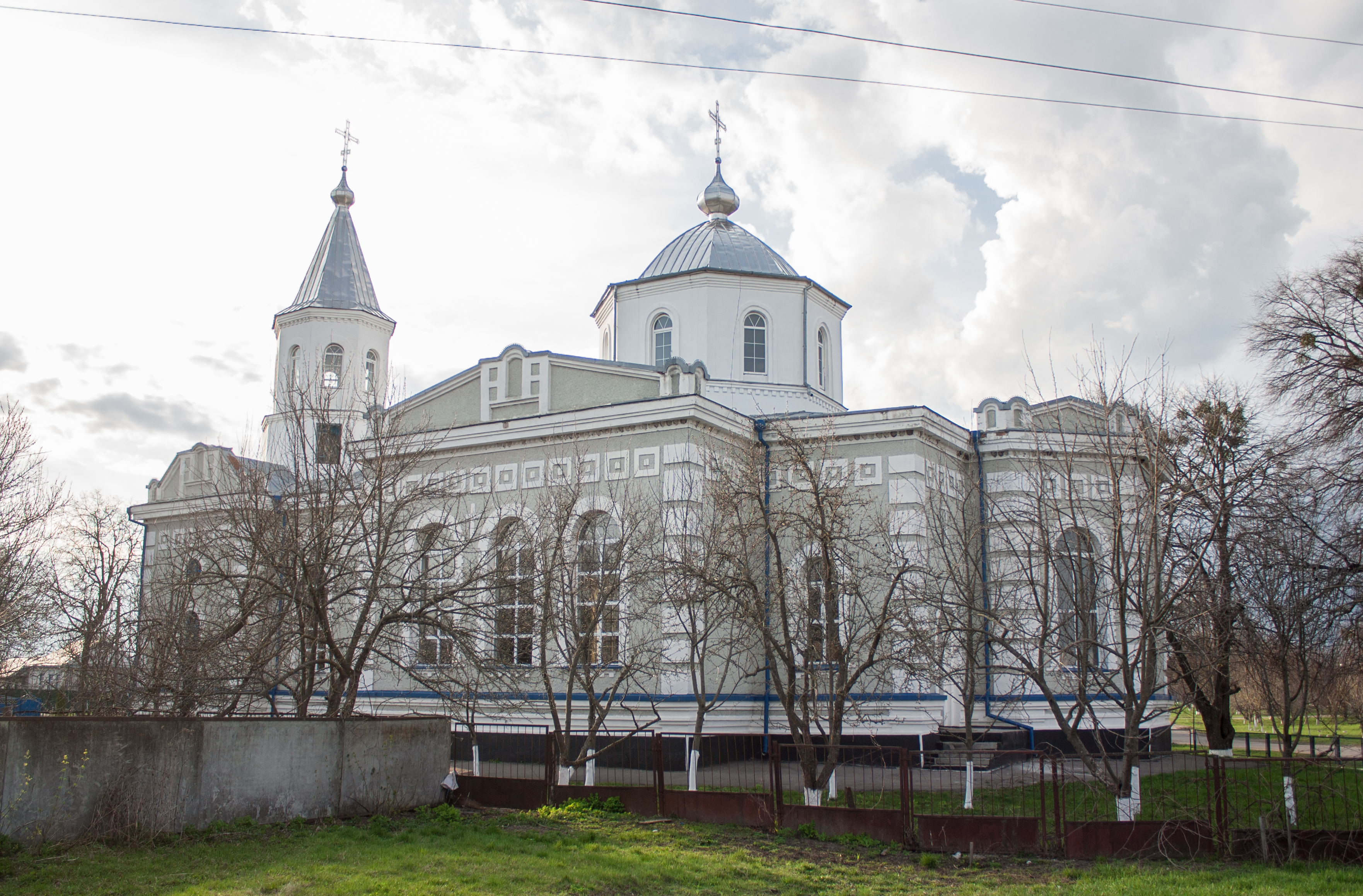
Свято-Покровська церква
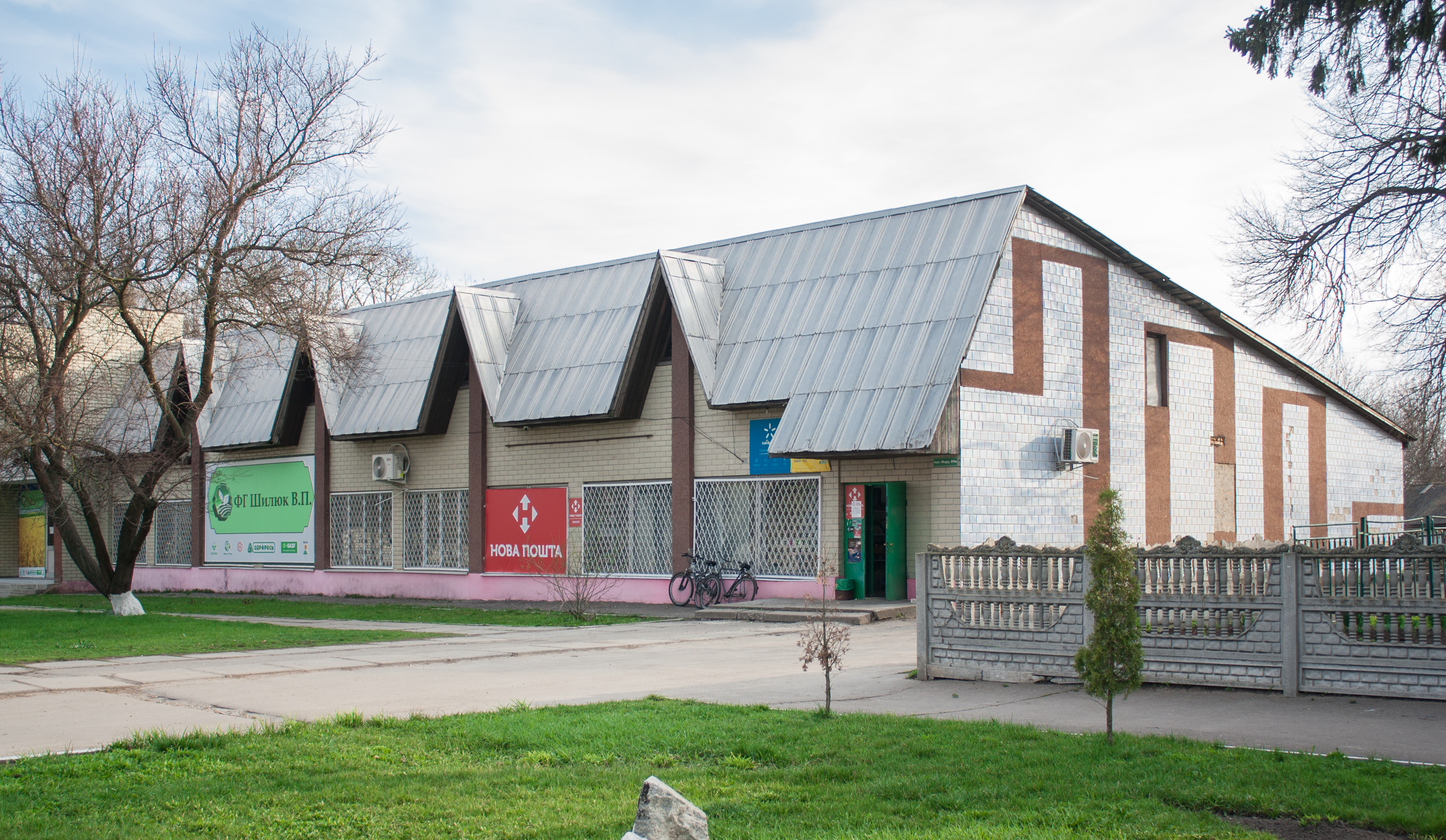
Магазин
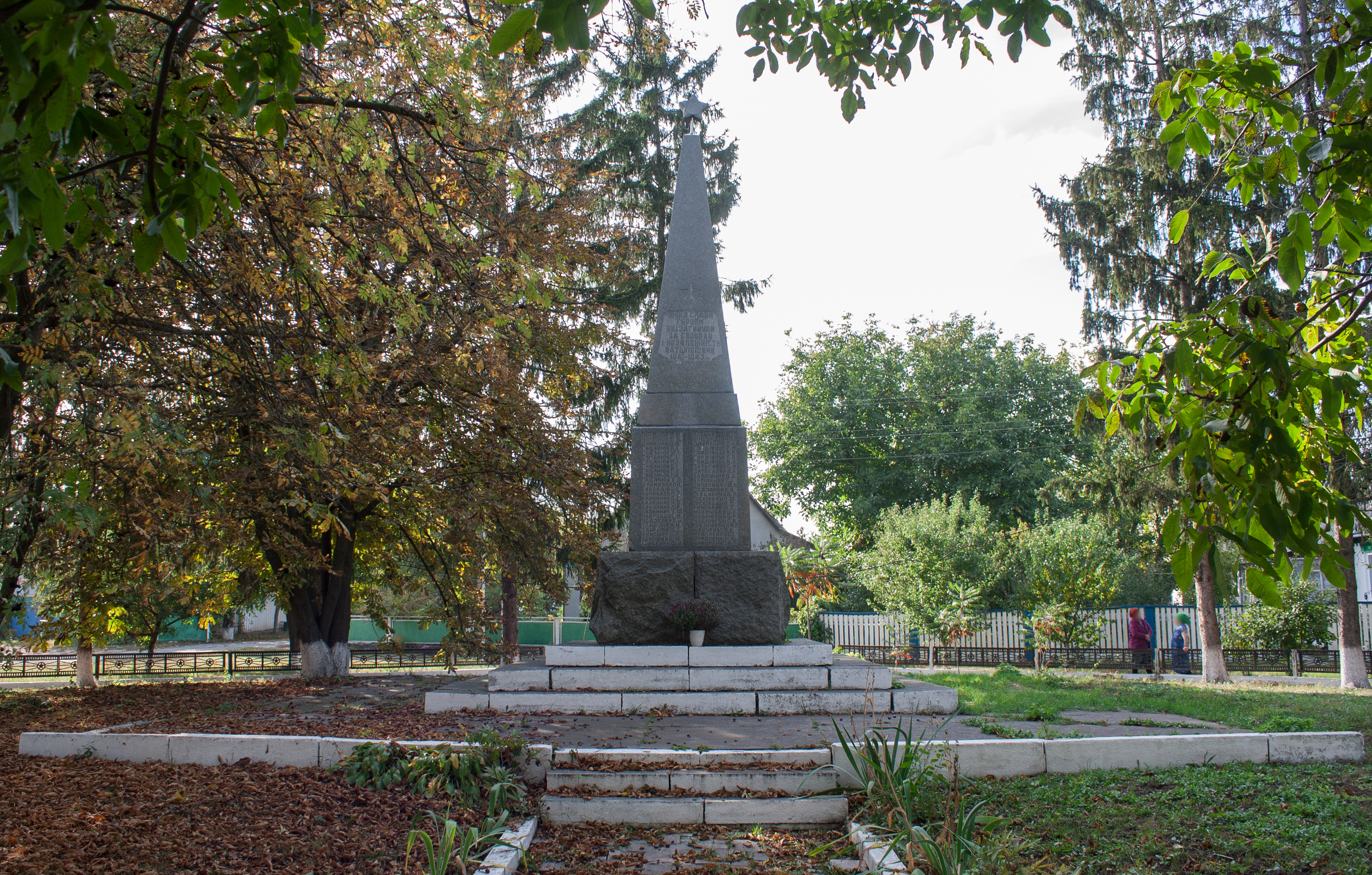
Пам'ятник воїнам-односельчанам
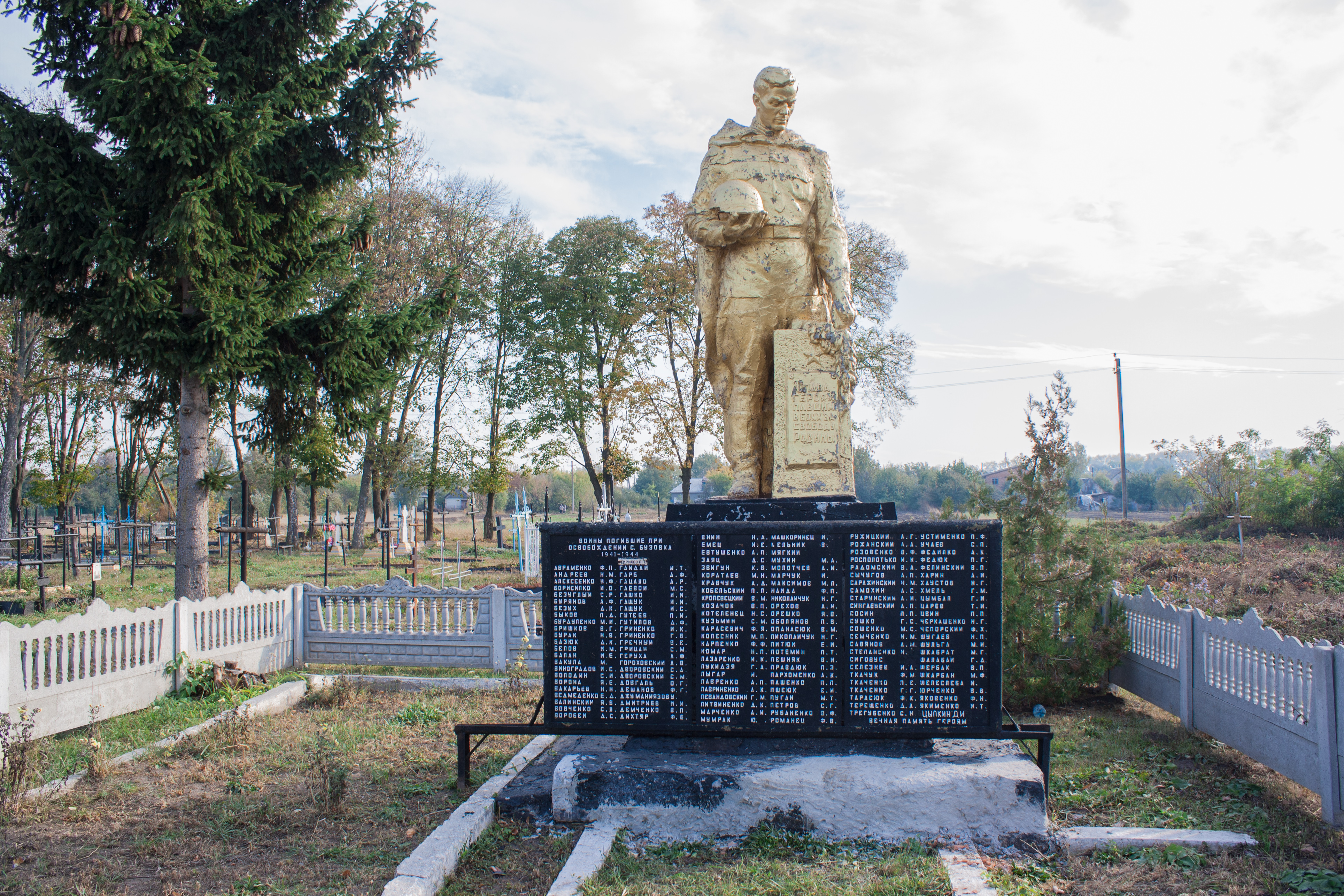
Братська могила радянських воїнів
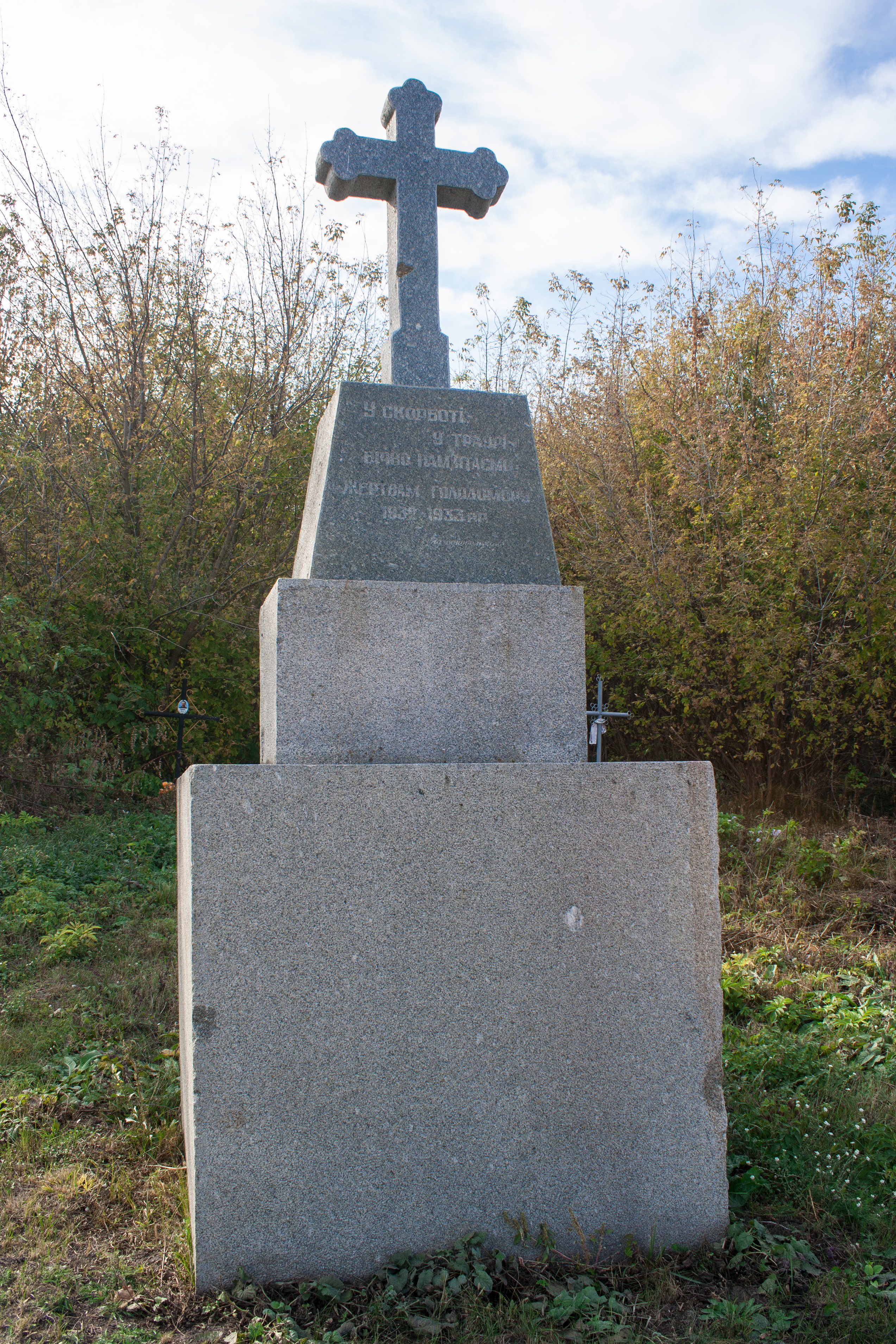
Пам'ятний знак жертвам Голодомору
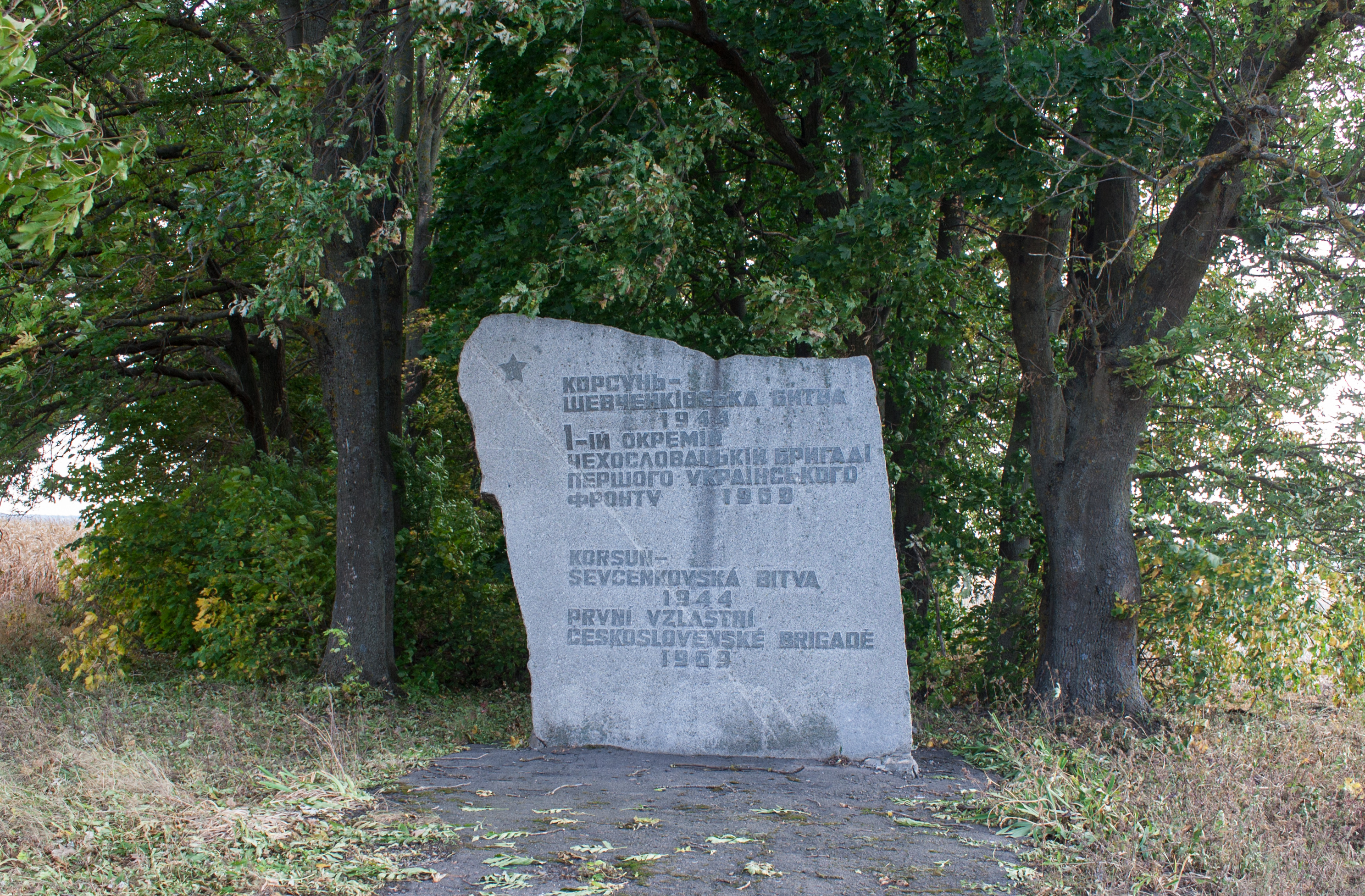
Пам'ятний знак воїнам I-ї Чехословацької бригади